# آرثر سميث
آرثر سميث (بالإنجليزية: Arthur Smith)‏ (و. 1785 – 1853 م) هو سياسي، ومحامي، من الولايات المتحدة الأمريكية، توفي عن عمر يناهز 68 عاماً.

## مناصب
تولى منصب عضو مجلس النواب الأمريكي، وعضو مجلس نواب الولايات المتحدة من ولاية فرجينيا.

## التعليم
تعلم في كلية وليام أند ماري.